# Iryō Center (Kobe Port Liner)
Iryō Center (医療センター駅, Iryō Sentā Eki) est une station de la Port Liner du métro automatique de Kobe New Transit. Elle est située 1 Minatojima Minamimachi, dans l'arrondissement Chūō-ku de Kobe, dans la préfecture de Hyōgo au Japon.
Mise en service en 2006, elle est desservie par les rames des lignes Port Liner Aéroport.

## Situation sur le réseau

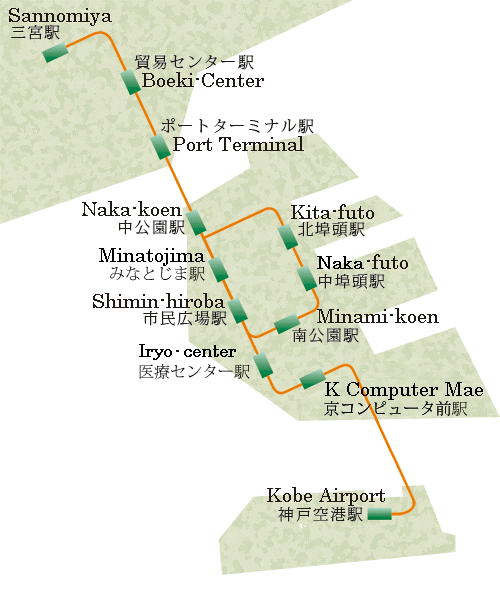
Plan de la ligne.

Établie en aérien Iryō Center est une station de passage de la ligne Port Liner Aéroport de Kobe New Transit. Elle est située entre la station Shimin Hiroba, en direction du terminus nord Sannomiya, et la station Keisan Kagaku Center,  en direction du terminus sud Aéroport de Kobe.
Elle dispose d'un quai central encadré par les deux voies de la ligne.

## Histoire
La station Iryō Center est mise en service le 2 février 2006, lorsque la compagnie Kobe New Transit ouvre à l'exploitation les 4,3 km, avec trois stations, du prolongement jusqu'à l'Aéroport de Kobe de sa ligne Port Liner de son métro automatique.

## Services aux voyageurs

### Accès et accueil

Installations
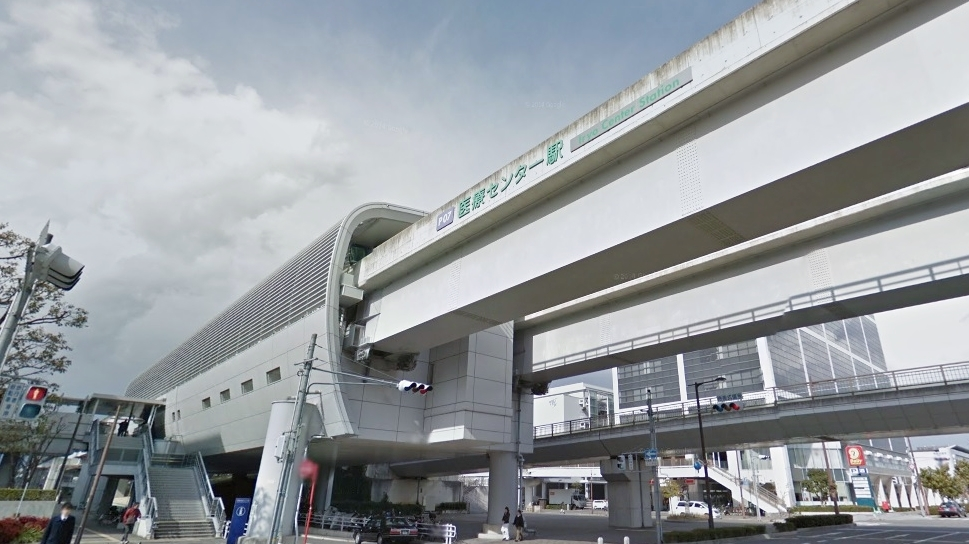
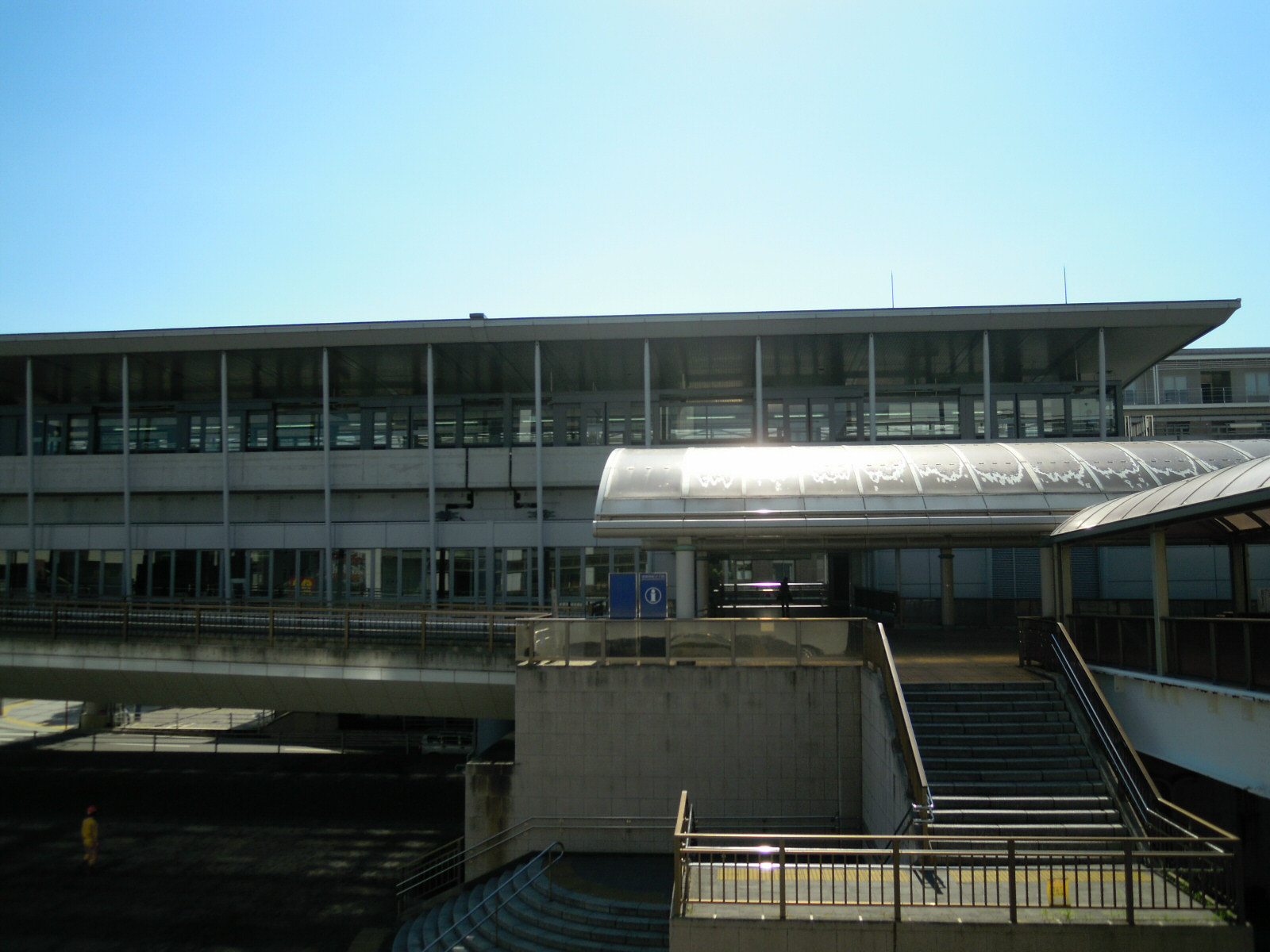
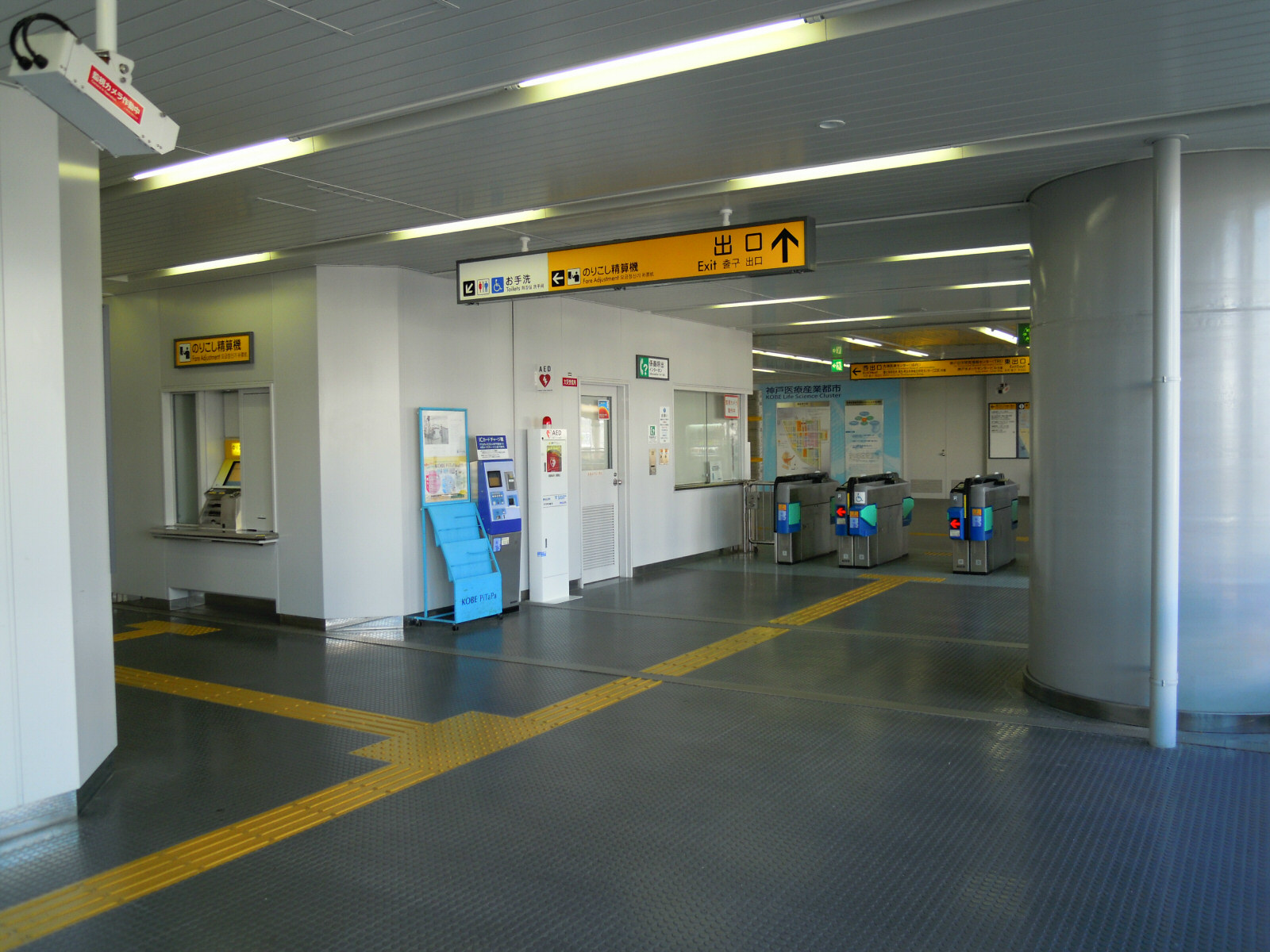

### Desserte

Installations et desserte
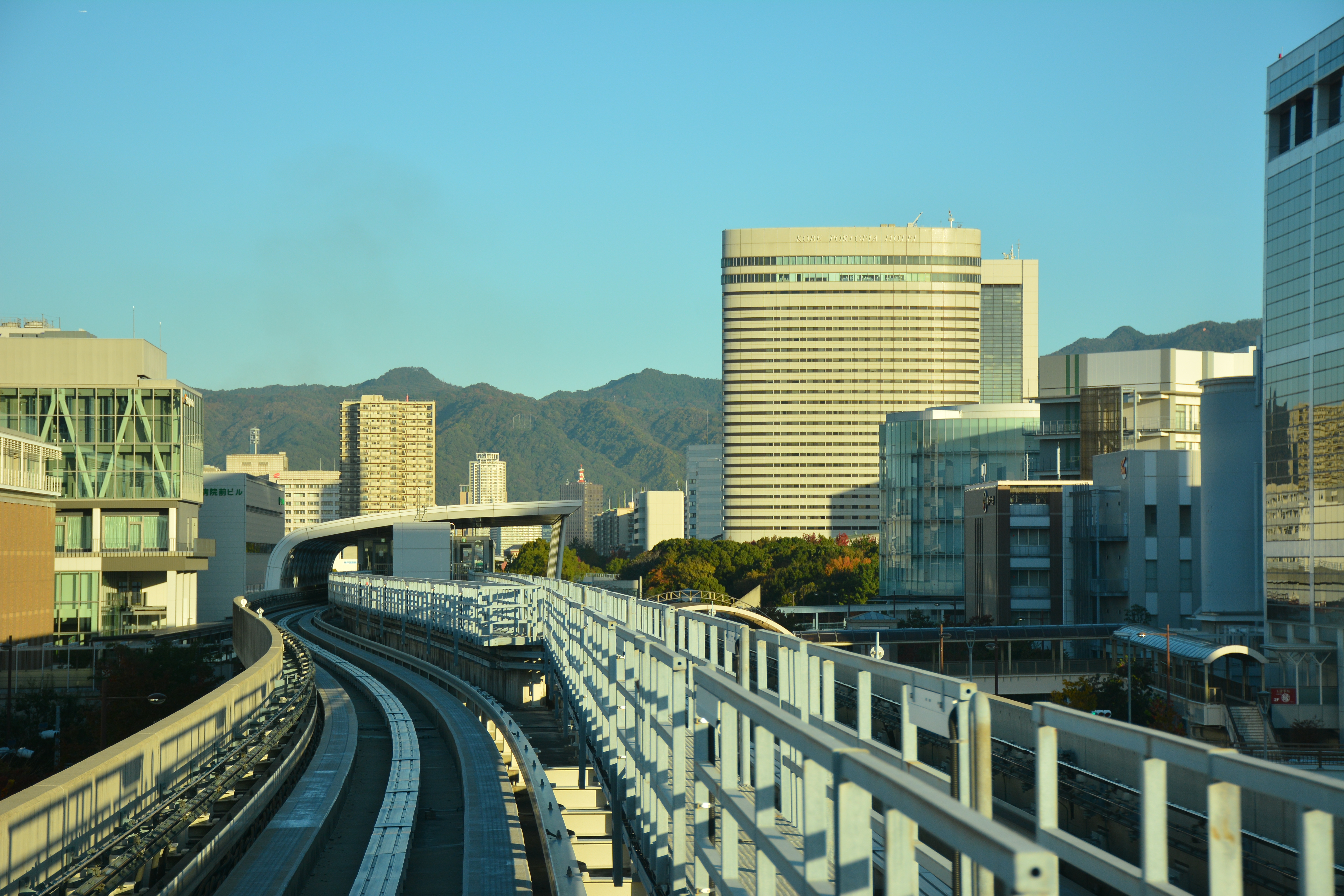
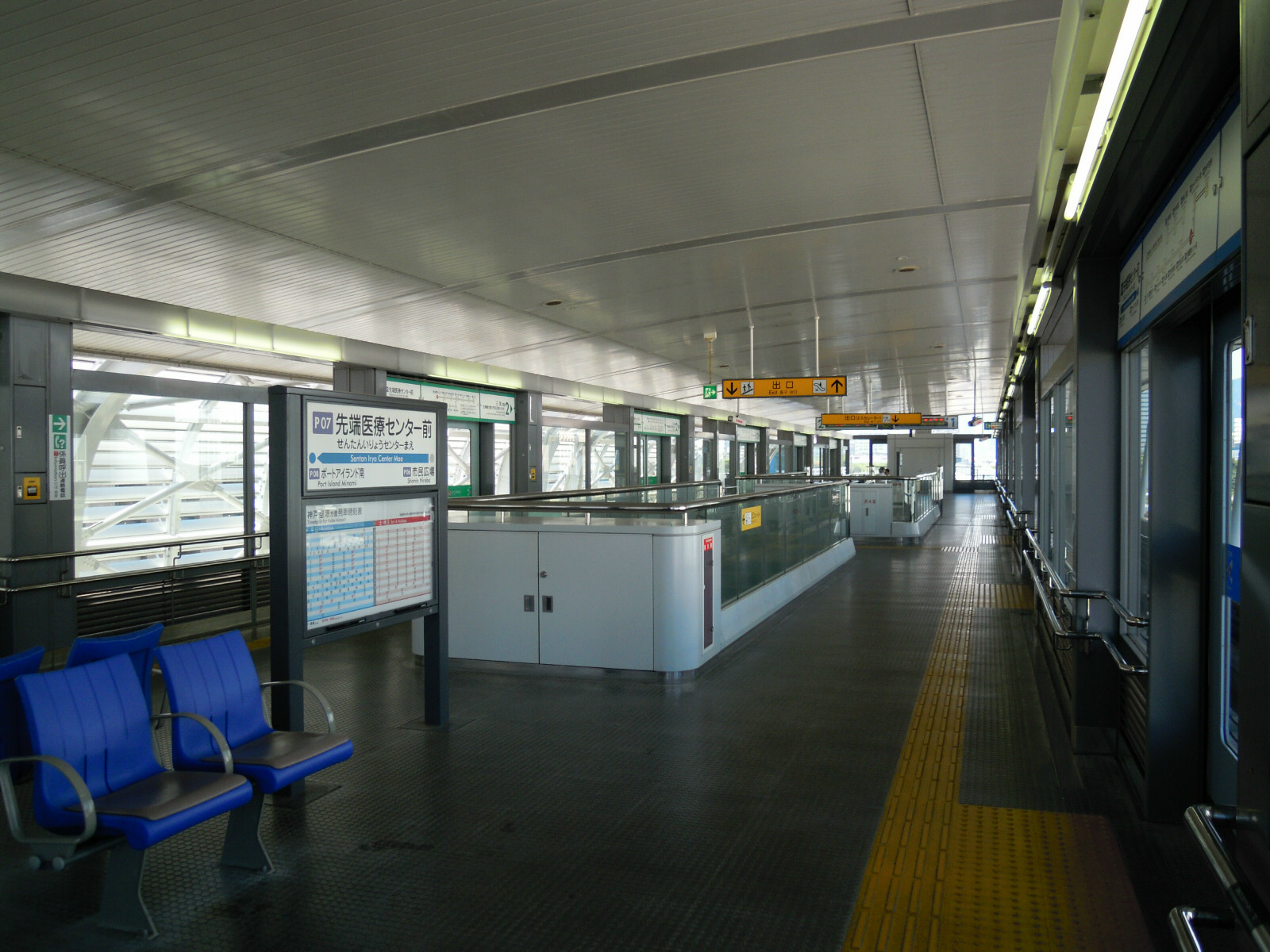
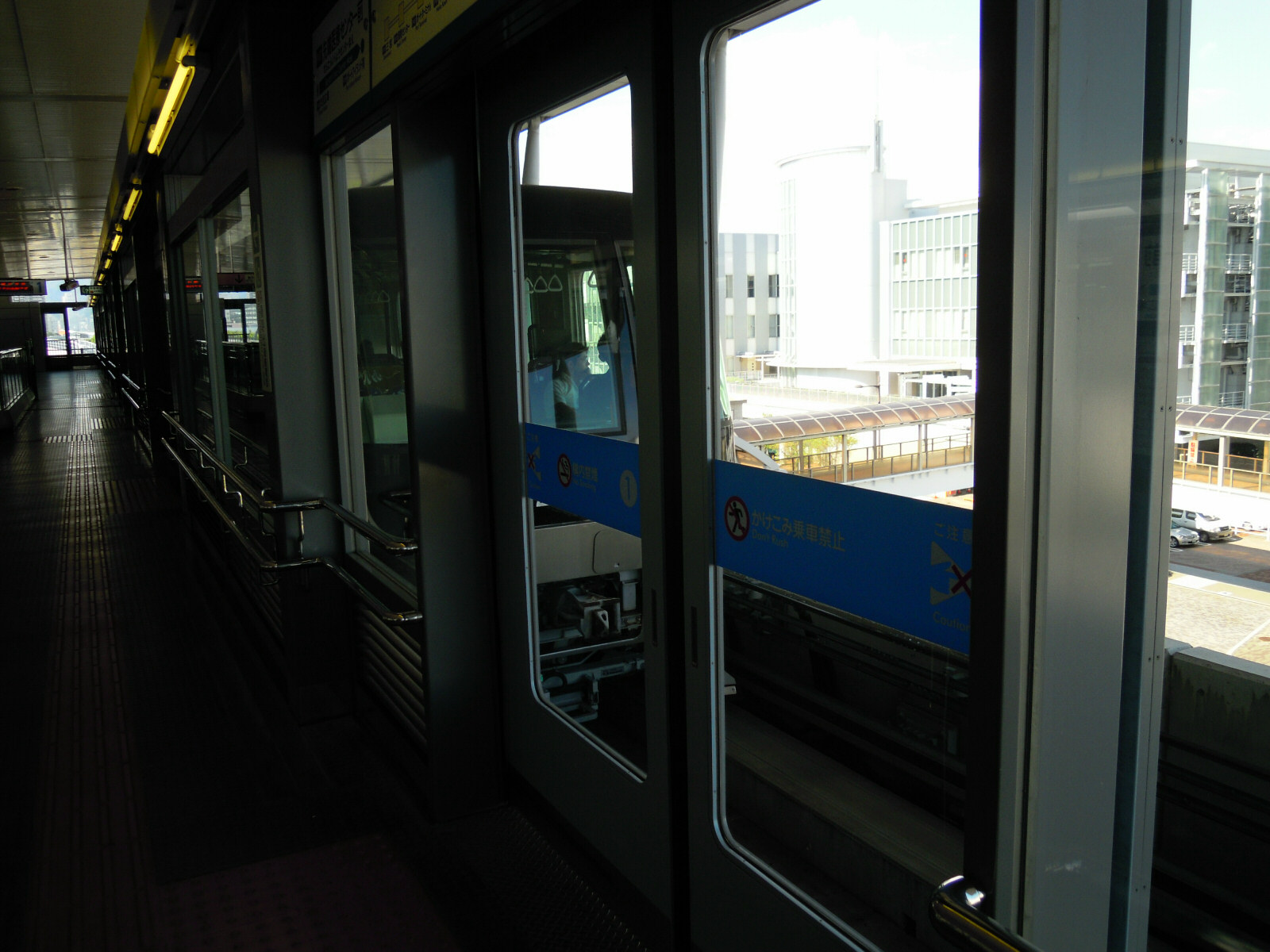